# Дельгадо Рамирес, Неурис
Неурис Дельгадо Рамирес (исп. Neuris Delgado Ramírez; род. 17 сентября 1981, Баямо) — парагвайский шахматист, гроссмейстер (2002).
В составе сборной Кубы участник 4-х Олимпиад (2002—2006, 2014) и 2-х командных чемпионатов мира (2001—2005).

## Изменения рейтинга
| Графики недоступны из-за технических проблем. См. информацию на Фабрикаторе и на mediawiki.org. |